# Ludo Peeters
Ludo Peeters (nascido em 9 de agosto de 1953) é um ex-ciclista bélgico. Terminou em segundo lugar na competição Volta à Polónia de 1974.